# Австралийские змееящерицы
Австралийские змееящерицы, или аномалопусы (лат. Anomalopus) — род ящериц из семейства сцинковых.

## Внешний вид
Мелкие или средних размеров сцинки с длинным змеевидным телом и гладкой чешуёй. Конечности у представителей рода либо полностью отсутствуют, либо слабо развиты. Число пальцев у видов с конечностями не превышает 3. Глаза с подвижными нижними веками, покрытыми чешуйуками. Теменные щитки контактируют позади межтеменного. Носовые щитки неразделённые. Наружные отверстия ушей отсутствуют.
Аномалопусы ведут роющий образ жизни и распространены в Австралии. Все виды рода яйцекладущи.

## Классификация
Род включает 4 вида:
- Anomalopus leuckartii (Weinland, 1862)
- Anomalopus mackayi Greer & Cogger, 1985
- Anomalopus swansoni Greer & Cogger, 1985
- Anomalopus verreauxi Duméril, 1851 — Трёхпалый аномалопус